# Planoise
Planoise là một quận của Besançon, nằm trong vùng Doubs và khu vực của Franche-Comté. Khu vực này cũng đã có trên 20.000 người và khoảng 2,5 km ². Câu cquận bắt đầu Planoise thời tiền sử (- 3.500 năm trước khi Chúa Kitô) và được đẩy mạnh đặc biệt là vào những năm 1950 với việc xây dựng một khu dân cư mới.

## Lịch sử
Khai quật khảo cổ đã phát hiện điểm flint có niên đại từ thời đồ đá mới. Trong thời Trung Cổ các trang web đã được đất nông nghiệp, sản xuất lúa mì. Sau khi Chiến tranh thế giới thứ hai, chúng ta phải tái tạo lại nhiều tòa nhà tại Pháp. Các Planoise trang web sau đó đã trở thành một trong những nhà máy đóng tàu lớn nhất trong nước. Đất nông nghiệp được sinh ra hơn 8.000 căn nhà, vốn đầu tư hơn 20.000 người vào năm 1999.

## Địa lý
Khu phố này nằm phía tây nam của Besançon, và kề làng Avanne-Aveney. Planoise được bao quanh bởi hai ngọn đồi, và nằm gần sông Doubs

## Cơ sở hạ tầng
- Hai bệnh viện
- Ủy viên
- Hai Cao đẳng
- Hai trường trung học phổ
- Một hồ bơi
- Một băng
- Một pháo đài có niên đại từ 1870